# Tardets-Sorholus
Tardets-Sorholus é uma comuna francesa na região administrativa da Nova Aquitânia, no departamento dos Pirenéus Atlânticos. Estende-se por uma área de 14,98 km². Em 2010 a comuna tinha 560 habitantes (densidade: 37,4 hab./km²).